# Sou Boy
Sou Boy é uma canção da banda brasileira Magazine, lançada em um Compacto Simples em 1983. Pouco tempo depois de ter sido lançada, a música tornou-se um tremendo hit radiofônico, e o compacto vendeu mais de 70 mil cópias.
A canção conta a rotina de um office boy dentro das grandes cidades e foi trazida por Aguinaldo, um suposto office-boy que trabalhava na gravadora Continental, onde Kid Vinil era produtor musical. Kid Vinil relatou que o rapaz passeava pelos corredores da empresa cantarolando a melodia até que “fizemos ele gravar uma fita com a letra inteira”, disse o cantor à época, que também garantiu que Agnaldo recebeu dinheiro pelos direitos autorais. Contudo, pouco tempo depois descobriu-se que o verdadeiro autor da música é o guitarrista Mario Russo (nenhum parentesco com Renato Russo), músico das bandas punks Dogma e Tal, que se apresentava com frequência no circuito underground paulistano. Em 1981 Mário compôs a música e no início de 1982 executou Sou Boy, dentre outras canções de sua autoria acompanhado por sua banda no Colégio Estadual Dr. Antonio de Queiroz Telles, no bairro da Mooca, em São Paulo. A apresentação foi marcante à época pois também registrou o início da carreira do ex-ator Gerson de Abreu (X Tudo, TV Cultura) e ainda hoje um grupo de amigos da região cultua e preserva nas redes sociais os diversos testemunhos de alunos e professores que presenciaram o nascimento de Sou Boy muito antes do sucesso nas rádios. Pouco antes de falecer Kid Vinil tomou ciência do verdadeiro autor da canção mas se defendeu alegando que também foi enganado por Agnaldo (à época um policial militar que jamais trabalhou como office-boy), o qual estampa apenas com seu nome inicial os créditos dos direitos autorais. O belíssimo arranjo da música gravada pelo Magazine foi feito pelo guitarrista Ted Gaz.
Para Herbert Viana, "não existe música mais brasileira que Sou Boy".

## Faixas do Compacto
| Lado A 1. Sou Boy (Aguinaldo, Ted Gás) - 3:50 | Lado B 1. Kid Vinil (Tico Terpins, Zé Rodrix) - 4:45 |

## Créditos Musicais
- Kid Vinil - Vocais
- Lu Stopa - Baixo, Back Vocals
- Trinkão - Baterias
- Ted Gaz - Guitarra, Back Vocals, Arranjos
- Pena Schmidt - Produção